# Charles Hawks

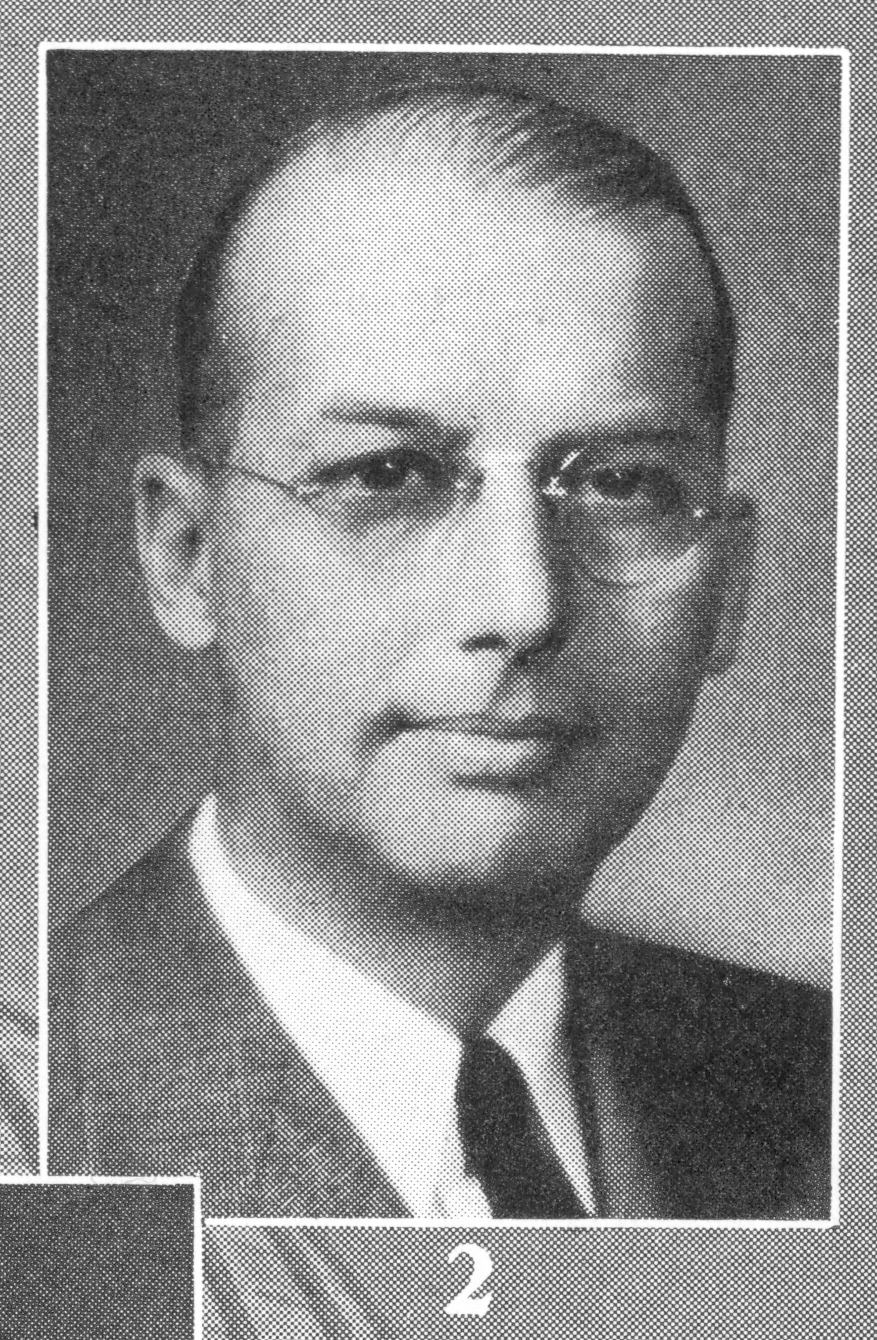
Charles Hawks

Charles Hawks (* 7. Juli 1899 in Horicon, Dodge County, Wisconsin; † 6. Januar 1960 in Bryn Mawr, Pennsylvania) war ein US-amerikanischer Politiker. Zwischen 1939 und 1941 vertrat er den Bundesstaat Wisconsin im US-Repräsentantenhaus.

## Werdegang
Charles Hawks besuchte die öffentlichen Schulen seiner Heimat und absolvierte danach die Handelsschule an der University of Wisconsin–Madison. Während des Ersten Weltkrieges diente er von 1917 bis 1919 in der US Navy. Zwischen 1922 und 1925 arbeitete er als Verkäufer; von 1925 bis 1943 war er in der Versicherungsbranche tätig.
Politisch war Hawks Mitglied der Republikanischen Partei. Seit 1933 war er Delegierter auf deren regionalen Parteitagen in Wisconsin. Von 1935 bis 1939 gehörte er dem Kreisrat im Dodge County an. Bei den Kongresswahlen des Jahres 1938 wurde er im zweiten Wahlbezirk von Wisconsin in das US-Repräsentantenhaus in Washington, D.C. gewählt, wo er am 3. Januar 1939 die Nachfolge von Harry Sauthoff antrat. Da er bei den Wahlen des Jahres 1940 gegen Sauthoff verlor, konnte er bis zum 3. Januar 1941 nur eine Legislaturperioden im Kongress absolvieren.
1942 bewarb sich Hawks erfolglos um die Rückkehr in den Kongress. 1943 zog er nach Wynnewood in Pennsylvania. Dort arbeitete er für die in Philadelphia ansässige Firma General Grinding Wheel Corp. in der Forschung und in der Öffentlichkeitsarbeit. In diesem Unternehmen stieg er bis zum Vizepräsidenten auf. Charles Hawks starb am 6. Januar 1960 in Bryn Mawr und wurde in Horicon beigesetzt.